# فرودگاه بین‌المللی دبرتسن
فرودگاه بین‌المللی دبرتسن (به مجاری: Debreceni nemzetközi repülőtér) (به انگلیسی: Debrecen International Airport) یک فرودگاه با کد یاتا DEB است که یک باند فرودگاه دارد و طول باند آن بتن متر است. این فرودگاه در شهر دبرتسن کشور مجارستان قرار دارد و در ارتفاع ۱۱۰ متری از سطح دریا واقع شده‌است.

## شرکت‌های هواپیمایی و مقصدهای پروازی
| شرکت‌های هواپیمایی                             | مقصدهای پروازی                                                     |
| --------------------------------------------- | ------------------------------------------------------------------ |
| AMC Airlines                                  | فصلی: غردقه                                                        |
| بلغارین ایر چارتر                             | فصلی: بورگاس                                                       |
| کرندون ایرلاینز                               | فصلی: آنتالیا                                                      |
| جرمنیا                                        | فصلی: درسدن، ارفورت-وایمار، لایپزیگ/هال                            |
| لوفت‌هانزا رجینال اجرا توسط لوفت‌هانزا سیتی‌لاین | مونیخ                                                              |
| تراول سرویس                                   | فصلی: کورفو، زاکینثوس                                              |
| ویز ایر                                       | باووایس-تیلی، اوریو آل سریو، آیندهوون، لوتن لندن، مالمو، بن گوریون |